# Sake Bombs and Happy Endings
Sake Bombs and Happy Endings is de derde dvd van de Canadese rockband Sum 41. De dvd kwam uit in 2003.
Het live concert is opgenomen in de Tokyo Bay NK Hall in Urayasu, Japan op 17 mei 2003 tijdens hun promotietour voor het album Does This Look Infected?.

## Nummers en inhoud
| Nr. | Titel                                       | Duur |
| --- | ------------------------------------------- | ---- |
| 1.  | (Opening credits) (Begintitels)             | 2:28 |
| 2.  | Mr. Amsterdam                               | 3:09 |
| 3.  | My Direction                                | 2:07 |
| 4.  | Hyper-Insomnia-Para-Condrioid               | 2:32 |
| 5.  | Fat Lip                                     | 3:02 |
| 6.  | All Messed Up                               | 2:54 |
| 7.  | All She's Got                               | 3:18 |
| 8.  | Over My Head (Better Off Dead)              | 2:58 |
| 9.  | In Too Deep                                 | 3:20 |
| 10. | Machine Gun                                 | 3:09 |
| 11. | No Brains                                   | 4:53 |
| 12. | Heart Attack                                | 3:10 |
| 13. | Nothing on My Back                          | 4:10 |
| 14. | A.N.I.C.                                    | 1:32 |
| 15. | The Hell Song                               | 3:17 |
| 16. | Thanks for Nothing                          | 3:26 |
| 17. | Grab the Devil                              | 1:39 |
| 18. | Still Waiting                               | 2:41 |
| 19. | Hooch                                       | 3:38 |
| 20. | Motivation                                  | 3:05 |
| 21. | Pain for Pleasure                           | 3:16 |
| 22. | Rabies (Bonusmateriaal)                     | 1:00 |
| 23. | Satan (Bonusmateriaal)                      | 1:00 |
| 24. | Violence (Bonusmateriaal)                   | 1:00 |
| 25. | All Messed Up (Video edit)                  | 3:06 |
| 26. | Still Waiting (Video edit)                  | 3:50 |
| 27. | Over My Head (Better Off Dead) (Video edit) | 2:51 |